# Doksjytski Rajon
Doksjytski Rajon (vitryska: Докшыцкі Раён, ryska: Докшицкий район) är ett distrikt i Belarus.   Det ligger i voblasten Vitsebsks voblast, i den norra delen av landet, 110 km norr om huvudstaden Minsk.